# 1537 год
1537 (ты́сяча пятьсо́т три́дцать седьмо́й) год  по юлианскому календарю — невисокосный год, начинающийся в понедельник. Это 1537 год нашей эры, 7‑й год 4‑го десятилетия XVI века 2‑го тысячелетия, 8‑й год 1530‑х годов. Он закончился 488 лет назад.
| Пн | Вт | Ср | Чт | Пт | Сб | Вс |
| 1  | 2  | 3  | 4  | 5  | 6  | 7  |
| 8  | 9  | 10 | 11 | 12 | 13 | 14 |
| 15 | 16 | 17 | 18 | 19 | 20 | 21 |
| 22 | 23 | 24 | 25 | 26 | 27 | 28 |
| 29 | 30 | 31 |    |    |    |    |

| Пн | Вт | Ср | Чт | Пт | Сб | Вс |
|    |    |    | 1  | 2  | 3  | 4  |
| 5  | 6  | 7  | 8  | 9  | 10 | 11 |
| 12 | 13 | 14 | 15 | 16 | 17 | 18 |
| 19 | 20 | 21 | 22 | 23 | 24 | 25 |
| 26 | 27 | 28 |    |    |    |    |

| Пн | Вт | Ср | Чт | Пт | Сб | Вс |
|    |    |    | 1  | 2  | 3  | 4  |
| 5  | 6  | 7  | 8  | 9  | 10 | 11 |
| 12 | 13 | 14 | 15 | 16 | 17 | 18 |
| 19 | 20 | 21 | 22 | 23 | 24 | 25 |
| 26 | 27 | 28 | 29 | 30 | 31 |    |

| Пн | Вт | Ср | Чт | Пт | Сб | Вс |
|    |    |    |    |    |    | 1  |
| 2  | 3  | 4  | 5  | 6  | 7  | 8  |
| 9  | 10 | 11 | 12 | 13 | 14 | 15 |
| 16 | 17 | 18 | 19 | 20 | 21 | 22 |
| 23 | 24 | 25 | 26 | 27 | 28 | 29 |
| 30 |    |    |    |    |    |    |

| Пн | Вт | Ср | Чт | Пт | Сб | Вс |
|    | 1  | 2  | 3  | 4  | 5  | 6  |
| 7  | 8  | 9  | 10 | 11 | 12 | 13 |
| 14 | 15 | 16 | 17 | 18 | 19 | 20 |
| 21 | 22 | 23 | 24 | 25 | 26 | 27 |
| 28 | 29 | 30 | 31 |    |    |    |

| Пн | Вт | Ср | Чт | Пт | Сб | Вс |
|    |    |    |    | 1  | 2  | 3  |
| 4  | 5  | 6  | 7  | 8  | 9  | 10 |
| 11 | 12 | 13 | 14 | 15 | 16 | 17 |
| 18 | 19 | 20 | 21 | 22 | 23 | 24 |
| 25 | 26 | 27 | 28 | 29 | 30 |    |

| Пн | Вт | Ср | Чт | Пт | Сб | Вс |
|    |    |    |    |    |    | 1  |
| 2  | 3  | 4  | 5  | 6  | 7  | 8  |
| 9  | 10 | 11 | 12 | 13 | 14 | 15 |
| 16 | 17 | 18 | 19 | 20 | 21 | 22 |
| 23 | 24 | 25 | 26 | 27 | 28 | 29 |
| 30 | 31 |    |    |    |    |    |

| Пн | Вт | Ср | Чт | Пт | Сб | Вс |
|    |    | 1  | 2  | 3  | 4  | 5  |
| 6  | 7  | 8  | 9  | 10 | 11 | 12 |
| 13 | 14 | 15 | 16 | 17 | 18 | 19 |
| 20 | 21 | 22 | 23 | 24 | 25 | 26 |
| 27 | 28 | 29 | 30 | 31 |    |    |

| Пн | Вт | Ср | Чт | Пт | Сб | Вс |
|    |    |    |    |    | 1  | 2  |
| 3  | 4  | 5  | 6  | 7  | 8  | 9  |
| 10 | 11 | 12 | 13 | 14 | 15 | 16 |
| 17 | 18 | 19 | 20 | 21 | 22 | 23 |
| 24 | 25 | 26 | 27 | 28 | 29 | 30 |

| Пн | Вт | Ср | Чт | Пт | Сб | Вс |
| 1  | 2  | 3  | 4  | 5  | 6  | 7  |
| 8  | 9  | 10 | 11 | 12 | 13 | 14 |
| 15 | 16 | 17 | 18 | 19 | 20 | 21 |
| 22 | 23 | 24 | 25 | 26 | 27 | 28 |
| 29 | 30 | 31 |    |    |    |    |

| Пн | Вт | Ср | Чт | Пт | Сб | Вс |
|    |    |    | 1  | 2  | 3  | 4  |
| 5  | 6  | 7  | 8  | 9  | 10 | 11 |
| 12 | 13 | 14 | 15 | 16 | 17 | 18 |
| 19 | 20 | 21 | 22 | 23 | 24 | 25 |
| 26 | 27 | 28 | 29 | 30 |    |    |

| Пн | Вт | Ср | Чт | Пт | Сб | Вс |
|    |    |    |    |    | 1  | 2  |
| 3  | 4  | 5  | 6  | 7  | 8  | 9  |
| 10 | 11 | 12 | 13 | 14 | 15 | 16 |
| 17 | 18 | 19 | 20 | 21 | 22 | 23 |
| 24 | 25 | 26 | 27 | 28 | 29 | 30 |
| 31 |    |    |    |    |    |    |

## События
- 1493—1593 — Столетняя хорватско-османская война. Серия вооружённых конфликтов между Королевством Хорватия и Османской империей[1].
- 1507—1622 — Португало-персидская война. Ряд вооружённых конфликтов между колониалистской Португалией и вассальным Ормузом, с одной стороны, и Сефевидской империей, поддерживаемой англичанами, с другой[2].
- 1511—1641 — Малайско-португальская война. Вооружённый конфликт XVI-XVII веков, в котором Малаккский султанат при поддержке империи Мин, Голландской Ост-Индской компании (с 1607) и Джохора безуспешно сопротивлялся Португальской империи, стремившейся захватить Малакку и установить контроль над торговлей между Индией и Китаем[3].
- 1514—1555 — Турецко-персидская война[4].
- 1526—1543 — пять походов турок против Венгрии.
- 1527—1538 — Венгерская гражданская война[5].
- 1529—1543 — Адало-эфиопская война[6].
- 1536—1537 — закончились восстание Благодатное паломничество. Восстание английских католиков под руководством Роберта Аска, начавшееся в Йоркшире, а затем распространившееся в других частях Северной Англии, включая Камберленд, Нортамберленд Дарем и северный Ланкашир[7].
- 1536—1537 — закончились восстание крестьян Вешвенской, Тельшяйской, Биржиненской, Тверийской и Годигской волостей Жемайтии.
- 1536—1538 — Итальянская война[8].
  - 1 или 2 августа — битва при Монтемурло[9].
- 1537—1540 — началась Турецко-венецианская война[10].
- 1537—1539 — введение Реформации в Норвегии.
- 1537—1541 — по приказу османского султана Сулеймана Великолепного происходило строительство стен, окружающих ныне иерусалимский Старый город.
- 1537—1539 — в октябре Дервиш-Али, с помощью ногайских мурз, занял престол Астраханского ханства, вместо свергнутого хана Абд ар-Рахмана бин Абдаль-Керима[11].
- Февраль — Манко вынужден снять осаду Куско. Повстанцы укрепились в горном районе Вилькапампе и продолжали борьбу.
- 27 июля — Сан-Ташское сражение между казахо-киргизским войском с одной стороны, и могольско-узбекским союзом с другой. В этом сражении было полностью разгромлено казахско-кыргызское войско, погибли казахский хан Тугум с девятью своими сыновьями и 37 султанами[12].
- 15 августа — основание испанцами Асунсьона (Парагвай)[13].
- Упразднение норвежского риксрода.
- Шер Хан напал на Бенгалию.
- Введение в Корее налога полотном (кунбопхо).
- Крымский хан Сагиб I Гирей окончательно утвердился в Крымском ханстве[14].
- Потомки Нур-ад-Дина собрались на съезд, на котором постановили прекратить раздоры и держаться сплочённо, подчиняясь бию, как внутри Ногайской Орды, так и во внешнеполитических делах[15].

### Великое княжество литовское
- 1536—1537 — подавлены выступления и восстания в ВКЛ[16].
- Безрезультатно польская шляхта выступила против Сигизмунда I Старого, получившая в историографии название — Петушиная война (см. 1508 год)[16].

## Русское государство
Правление: 1533—1538 — Елена Васильевна Глинская при малолетнем Иване IV Васильевиче Грозном
- Окончание Русско-литовской войны (1534-1537).
- 1536—1537 — четыре набега Казанского ханства на различные территории Русского государства (январь итд). Разорены окрестности: Костромы, Мурома (город безуспешно осаждался казанским ханом)[17], Галича, Вологды, Нижнего Новгорода и другие волости[18][19].
- Лето — Андрей Иванович Старицкий, поднимает мятеж в Великом Новгороде против московского правительства. Посланные Еленой Глинской воеводы захватывают Андрея Старицкого в селе Тухоле (на реке Нише в 15 верстах от озере Ильмень) и привозят его в Москву, его со всем семейством заключают в тюрьму, где он умирает 10 декабря[20].
  - Июнь — арестован удельный князь Андрей Иванович Старицкий[21].
  - Начало июня — при аресте отца Андрея Ивановича Старицкого — Владимир Андреевич отдан "на соблюдение" окольничему Ф.И. Карпову, а затем находившийся в заключении матери Евфросинии Андреевне (урождённой Хованская. Выпущены на свободу в 1540 году)[22].
  - Филипп Колычев (Фёдор Степанович Колычев, будущий митрополит Московский и всея Руси) после мятежа Старицкого, в котором участвовали ряд представителей рода Колычевы (участие самого Фёдора дискуссионно), тайно покинул Москву и через некоторое время оказался в Соловецком монастыре, где принял постриг с именем Филипп[23].
- Великое княжество Московское уступает Литве Гомель и Любеч.
- На службу великому князю выехали родоначальники дворянских родов: Веригины и Дедюлины[24].

## Начало правления
См.также: Список глав государств в 1537 году
- 1537—1574 — Герцог Тосканы Козимо I Медичи.
- 1537—1539 — Аския Сонгаи Исмаил.
- 1537—1572 — «Новоинкское» государство. После смерти Манко вождём повстанцев стал Тупак Амару (1544—1572).
- Октябрь 1537—1539 — Дервиш-Али, хан Астраханского ханства[11].

## Родились

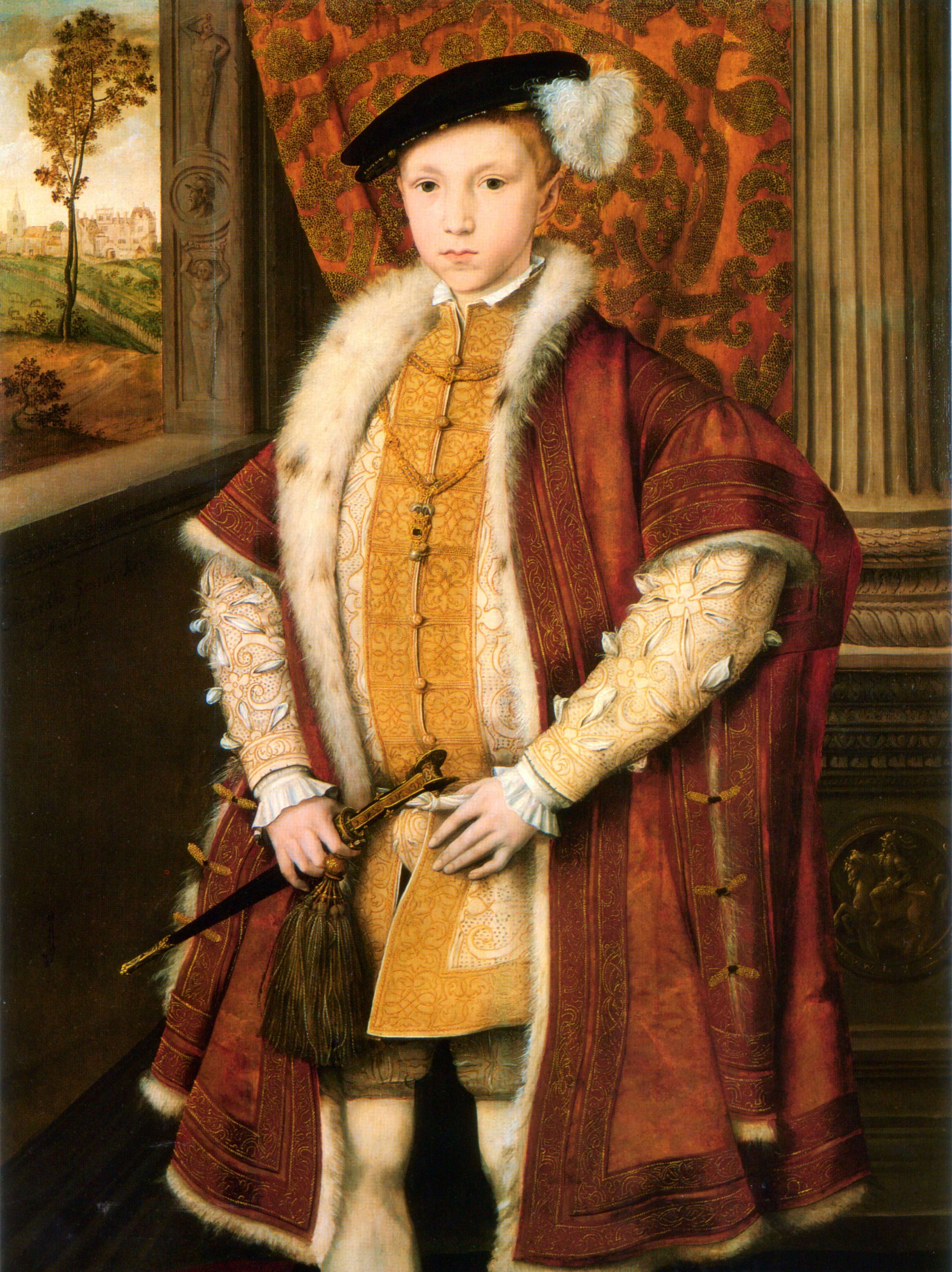
Портрет Эдуарда VI

См. также: Категория:Родившиеся в 1537 году
- Джейн Грей — королева Англии с 10 по 19 июля 1553 года. Известна также, как «королева на девять дней». Казнена по обвинению в захвате власти.
- Клавий, Христофор — германский математик и астроном, один из членов комиссии по календарной реформе, проведённой папой Григорием XIII, один из авторов григорианского календаря.
- Эдуард VI — король Англии и Ирландии, единственный выживший сын Генриха VIII.
- Юхан III — шведский король, сын Густава Васы и Маргареты Лейонхувуд[25].

## Скончались

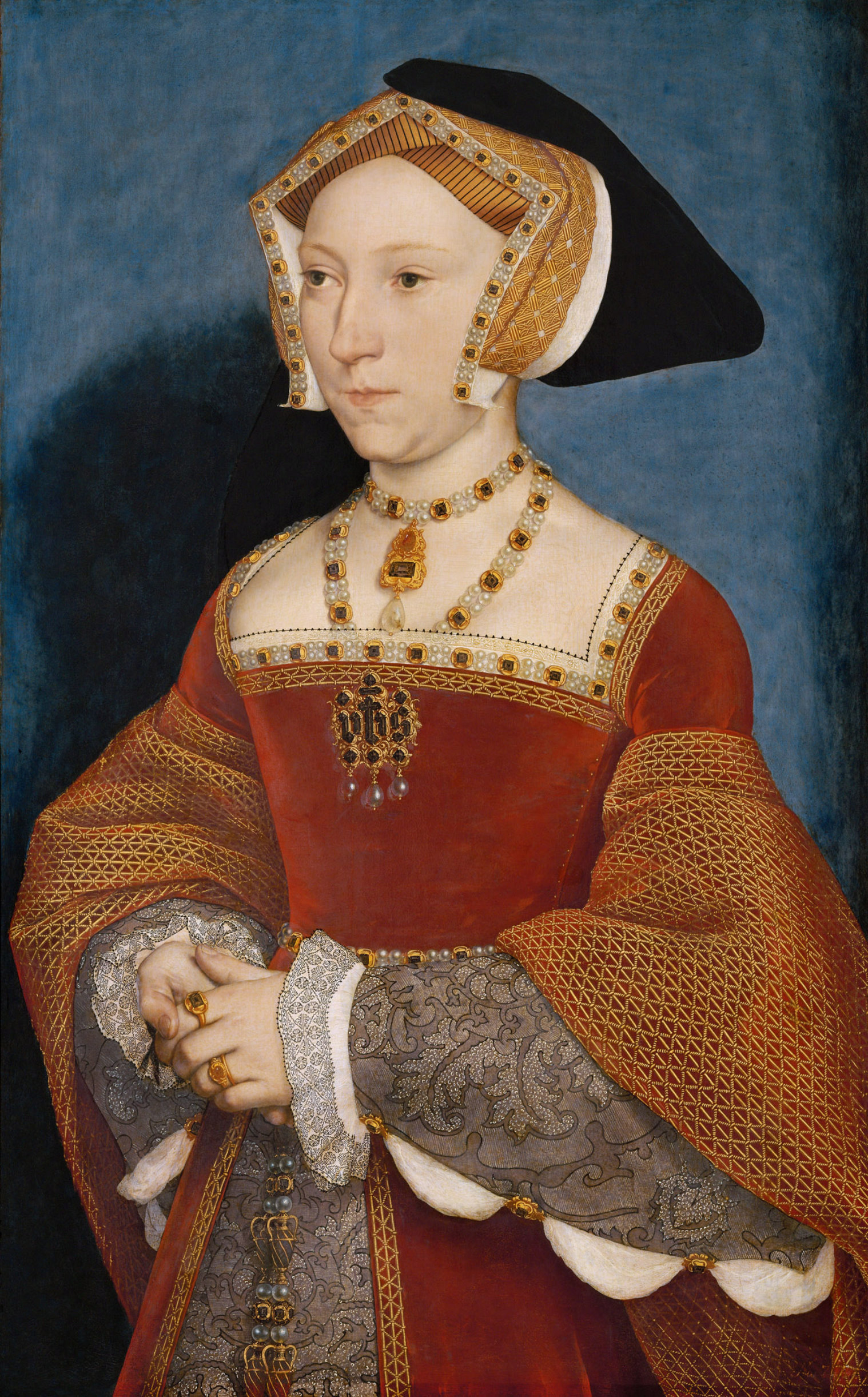
Портрет Джейн Сеймур

См. также: Категория:Умершие в 1537 году
- 19 мая — Корнилий Комельский — вологодский чудотворец, основатель Комельского монастыря.
- 10 декабря — Андрей Иванович Старицкий, дядя Ивана Грозного[20].
- Алессандро Медичи — герцог флорентийский, первый из старшей линии Медичи, кто правил городом, нося титул «герцог».
- Лоренцо ди Креди — итальянский живописец флорентинской школы.
- Мадлен Французская — первая супруга короля Шотландии Якова V.
- Мендоса, Педро де — испанский конкистадор.
- Сеймур, Джейн — третья жена короля Англии Генриха VIII, мать Эдуарда VI.
- Уэйкфилд, Роберт (ум. 1537) — английский духовный писатель, живший при Генрихе VIII, педагог, один из лучших лингвистов своего времени.